# مارتا (لاتزیو)
مارتا (به ایتالیایی: Marta) یک کومونه در ایتالیا است که در استان ویتربو واقع شده‌است. مارتا ۳۳٫۳ کیلومتر مربع مساحت و ۳٬۵۰۳ نفر جمعیت دارد و ۳۱۵ متر بالاتر از سطح دریا واقع شده‌است.